# 新三俁站
新三俁站（日语：／ Shin-Mitsumata eki */?）是位於静岡縣小笠郡大濱町（現時：掛川市），靜岡鐵道駿遠線的鐵路車站（廢站）。
此站在中遠鐵道時代為終點站。在站內設有轉車盤和乘務員宿舍。從此站往藤相鐵道出發，路線會駛進千濱和濱岡町的沙丘地帶。

## 歷史
- 1927年（昭和2年）4月1日 - 中遠鐵道南大坂站至此站之間開通，此站啟用。當初為終點站[1]。
- 1943年（昭和18年）5月15日 - 在公司合併後，成為靜岡鐵道中遠線的車站[1]。
- 1948年（昭和23年）1月20日 - 此站至池新田（後來名為濱岡町）之間開業，此站成為中途站[1]。
- 1948年（昭和23年）9月6日 - 在路線合併後，成為靜岡鐵道駿遠線的車站[1]。
- 1964年（昭和39年）9月27日 - 此站至堀野新田站之間被廢除，此站再次變回終點站[1]。
- 1967年（昭和42年）8月28日 - 新袋井站至此站之間被廢除，此站也被廢除[1]。

## 現狀
在車站北邊100米設有掛川市大東支所（舊・大東町公所）。在三俁鹿嶋神社的西邊設有站名牌紀念碑。現時，車站遺址周邊變為住宅區，已經看不見車站痕跡。

## 相鄰車站
靜岡鐵道
駿遠線
西千濱－新三俁－南大坂

## 注腳
1. 1 2 3 4 5 6  今尾惠介監修《日本鐵道旅行地圖帳 7號 東海》新潮社 31頁

## 相關項目
- 日本鐵路車站列表 Shi